# The Myths and Legends of King Arthur and the Knights of the Round Table
Albums de Rick Wakeman
Journey to the Center of the Earth
(1974) Lisztomania
(1975)
The Myths and Legends of King Arthur and the Knights of the Round Table est le 4e album solo de Rick Wakeman sorti en 1975. 
Il s'agit d'un album concept basé sur les histoires et les personnages de la légende du roi Arthur. Wakeman a commencé à écrire la musique en 1974 alors qu'il se remettait d'une crise cardiaque et l'a enregistrée avec son groupe de cinq musiciens, l'English Rock Ensemble, le New World Orchestra et l'English Chamber Choir.
King Arthur a reçu des critiques positives, même si certains l'ont qualifié de symbole d'excès de rock progressif. Il a atteint la deuxième place du UK Albums Chart et la 21e place du Billboard 200 américain. Il a été certifié disque d'or aux États-Unis, au Brésil, au Japon et en Australie. L'album a été promu avec une tournée mondiale en 1975 qui comprenait trois spectacles à la Wembley Arena sous forme de spectacle sur glace, la dernière fois qu'il a été joué dans son intégralité jusqu'en 2016. L'album a été réédité en 2015 avec un mix quadriphonique et réenregistré. en 2016 avec des parties supplémentaires précédemment supprimées de la partition originale en raison de contraintes de temps.

## Historique
En juillet 1974, Wakeman, 25 ans, était la tête d'affiche du concert Crystal Palace Garden Party VII organisé au Crystal Palace Park à Londres, avec son groupe de rock, un orchestre symphonique et une chorale. Il avait quitté le groupe  Yes deux mois auparavant en raison de divergences concernant leur direction créative et avait poursuivi sa carrière solo, qui avait connu un nouveau succès après que son deuxième album Journey to the Center of the Earth (1974) soit devenu le premier d'A&M Records pour figurer au numéro un. Malgré le succès, la santé de Wakeman s'est détériorée lors des préparatifs du spectacle au Crystal Palace. Le stress de l'assemblage a empêché Wakeman de dormir au cours des cinq jours précédant l'événement, et il s'est fracturé quelques os du poignet après être tombé dans un pub. Avant de monter sur scène, Wakeman a reçu trois injections, dont une de morphine. Associée à son tabagisme fréquent et à sa consommation excessive d'alcool, la situation a culminé plusieurs jours plus tard et Wakeman a subi trois crises cardiaques mineures.
Au cours de sa convalescence à l'hôpital Wexham Park dans le Berkshire, la direction de Wakeman lui a rendu visite où un spécialiste leur a conseillé de cesser de jouer et de prendre sa retraite, mais Wakeman a ignoré les conseils et a commencé à écrire des chansons pour son prochain album studio plus tard dans la soirée. Il avait séjourné dans une ferme à Trevalga, en Cornouailles, près du site légendaire du château d'Arthur à Tintagel, pendant cinq mois dans sa jeunesse, une expérience qui lui est restée gravée depuis. Cela a influencé sa décision de créer un album concept basé sur la légende du roi Arthur et sur les personnages et les histoires qui l'entourent. L'album a été révélé dans la presse musicale dès août 1974. "The Last Battle" a été le premier morceau sur lequel Wakeman a travaillé, son titre faisant référence à son état mortel. Wakeman a gardé une trace de ses idées musicales en les fredonnant dans le microphone d'un magnétophone à cassette que quelqu'un qu'il connaissait avait amené en secret dans sa chambre d'hôpital. Après avoir quitté l'hôpital, Wakeman s'est retiré dans sa nouvelle maison à Burnham Beeches dans le Buckinghamshire et a testé les parties qu'il avait écrites.
Avant l'enregistrement de King Arthur, Wakeman a effectué sa tournée nord-américaine en 1974, sa première tournée à grande échelle en tant qu'artiste solo, en septembre et octobre, avec son groupe, un orchestre et une chorale. La production lui a finalement coûté environ 125,000 £. Peu de temps avant la tournée, Wakeman avait assemblé une démo contenant les thèmes principaux du roi Arthur et l'avait jouée au journaliste de Melody Maker Chris Welch, qui la décrivait comme « une suite majestueuse et inspirée » de Journey. 

## Enregistrement et musique
À son retour en Angleterre après sa tournée nord-américaine, Wakeman et son groupe se retirèrent aux Morgan Studios à Willesden, Londres pour enregistrer King Arthur du 16 octobre 1974 au 10 janvier 1975. La formation du groupe de Wakeman avait changé au moment de l'enregistrement, avec Gary Pickford-Hopkins et Ashley Holt et Geoffreey Ptckford-Hopkins toujours présents au chant, Jeffrey Crampton aux guitares acoustiques et électriques, Roger Newell à la basse, Barney James à la batterie et John Hodgson aux percussions. Ils ont été rejoints par le New World Orchestra, un ensemble formé de musiciens choisis par David Katz qui comprenait des membres du London Symphony Orchestra, le chef d'orchestre David Measham, l'English Chamber Choir avec le chef de chœur Guy Protheroe et le Nottingham Festival Vocal Group. Avant de pouvoir commencer l'enregistrement, le groupe a dû attendre que son matériel soit transporté des États-Unis et réparé, après que les roadies eurent endommagé les caisses contenant leurs instruments. Les répétitions ont ensuite eu lieu pendant environ deux semaines et demie. Une première idée pour l'album a amené l'ingénieur Paul Tregurtha à informer Wakeman que ce qu'il voulait était « techniquement impossible », en partie à cause du manque de pistes disponibles sur la machine d'enregistrement pour produire le mixage final souhaité.
Wakeman a rencontré quelques difficultés avec l'écriture des chansons car de nombreuses histoires décrites dans les livres donnaient des récits différents. Après avoir lu huit livres différents lui-même, il a choisi les détails qu'il trouvait les plus « colorés », notamment un passage d'un livre pour enfants sur le sujet. Il s'est arrêté sur quatre histoires largement connues et deux moins connues, et a procédé à leur adaptation en musique et paroles. Une grande partie de l'album était basée sur les trois épées basées sur la légende : l'épée qu'Arthur a retirée de l'enclume, l'Excalibur qui, selon certains, a été remise à Arthur par la Dame du Lac, et celle associée à Galahad. Wakeman a incorporé des idées de sa vie personnelle dans la musique. Il a déclaré : « Il s'agit autant de moi que d'Arthur. »
"Guinevere" était une chanson que Wakeman avait arrangée six ans avant d'enregistrer l'album. Wakeman a écrit des arrangements pour violon pour "Sir Lancelot and the Black Knight" qui étaient si rapides pour les musiciens que le biographe Dan Wooding a écrit qu'ils "s'étaient effondrés de rire" en visionnant la partition. Après quelques faux départs, ils ont joué la musique correctement après que Wakeman leur ait demandé de jouer deux fois plus vite qu'il le souhaitait à l'origine. "Je pensais donner une leçon à ceux qui étaient arrogants !". "Merlin le Magicien" est en trois parties ; Wakeman avait lu plusieurs descriptions du personnage et évoqué l'image d'un "petit vieillard préparant ses potions", il introduit donc la chanson avec un thème calme. Un livre représentait Merlin travaillant dans le sous-sol d'un château, « entouré de bouteilles et de liquides comme un professeur fou », ce qui a inspiré le deuxième thème plus lourd. La section piano et banjo est née d'une histoire dans laquelle Merlin tombait amoureux et poursuivait une jeune fille, qui finit par l'enfermer dans une grotte où il meurt.

## Tournée
Wakeman a soutenu l'album avec une tournée de concerts aux États-Unis, au Canada et au Brésil entre octobre et décembre 1975. Cette dernière étape a vu Wakeman se produire avec l'Orchestre Symphonique Brésilien dans des spectacles organisés par le gouvernement brésilien et auxquels Wooding a estimé à environ 500,000 personnes au total. Lors de son arrêt à Rio de Janeiro, Wakeman a rencontré Ronnie Biggs, l'un des participants au grand vol de train de 1963, qui a reçu des billets pour le spectacle et a donné à Wakeman la chemise qu'il portait lors du vol. La tournée a marqué une nouvelle formation du groupe de Wakeman, l'English Rock Ensemble, avec le chanteur Ashley Holt, le bassiste Roger Newell et les nouveaux venus guitariste John Dunsterville, le batteur Tony Fernandez, le tromboniste Reg Brooks et le trompettiste Martin Shields.

## Titres
Toutes les chansons et musiques sont de Rick Wakeman.

### Face 1
1. Arthur – 7:26
2. Lady of the Lake – 0:45
3. Guinevere – 6:45
4. Sir Lancelot and the Black Knight – 5:20

### Face 2
1. Merlin the Magician – 8:51
2. Sir Galahad – 5:51
3. The Last Battle – 9:41

## Musiciens
- Rick Wakeman : claviers
- Gary Pickford-Hopkins : chant
- Ashley Holt : chant
- Geoffrey Crampton : guitares
- Roger Newell : basse
- Barney James : batterie
- John Hodgson : percussions
- New World Orchestra : Cordes et cuivres
- The English Chamber Choir ; Chorale
- Terry Taplin : Narration
- Guy Protheroe : Directeur de la Chorale
- David Measham : Directeur de l'orchestre
- Wil Malone : Arrangements orchestraux
- David Katz : Coordination de l'orchestre

## Production
- Rick Wakeman – production
- Paul Tregurtha – ingénieur
- Jeremy Stenham – ingénieur adjoint
- Fabio Nicoli – direction artistique
- Paul May – direction artistique, conception
- Bob Elsdale – photographie
- Bob Fowke – illustrations
- Dave Bowyer – illustrations
- Collection Mansell – gravures